# Lobelhe do Mato
Lobelhe do Mato é uma povoação portuguesa do Município de Mangualde que foi sede da extinta Freguesia de Lobelhe do Mato, freguesia que tinha 1,36 km² de área e 259 habitantes (2011), e, por isso, uma densidade populacional de 190,4 hab/km².
A Freguesia de Lobelhe do Mato foi extinta (agregada) pela reorganização administrativa de 2012/2013, sendo o seu território integrado na então criada União de Freguesias de Moimenta de Maceira Dão e Lobelhe do Mato.
O seu nome deriva do nome Romano Lubelius.

## População
| População da freguesia de Lobelhe do Mato | População da freguesia de Lobelhe do Mato | População da freguesia de Lobelhe do Mato | População da freguesia de Lobelhe do Mato | População da freguesia de Lobelhe do Mato | População da freguesia de Lobelhe do Mato | População da freguesia de Lobelhe do Mato | População da freguesia de Lobelhe do Mato | População da freguesia de Lobelhe do Mato | População da freguesia de Lobelhe do Mato | População da freguesia de Lobelhe do Mato | População da freguesia de Lobelhe do Mato | População da freguesia de Lobelhe do Mato | População da freguesia de Lobelhe do Mato | População da freguesia de Lobelhe do Mato |
| ----------------------------------------- | ----------------------------------------- | ----------------------------------------- | ----------------------------------------- | ----------------------------------------- | ----------------------------------------- | ----------------------------------------- | ----------------------------------------- | ----------------------------------------- | ----------------------------------------- | ----------------------------------------- | ----------------------------------------- | ----------------------------------------- | ----------------------------------------- | ----------------------------------------- |
| 1864                                      | 1878                                      | 1890                                      | 1900                                      | 1911                                      | 1920                                      | 1930                                      | 1940                                      | 1950                                      | 1960                                      | 1970                                      | 1981                                      | 1991                                      | 2001                                      | 2011                                      |
| 524                                       | 539                                       | 585                                       | 587                                       | 594                                       | 497                                       | 553                                       | 471                                       | 547                                       | 445                                       | 371                                       | 382                                       | 364                                       | 317                                       | 259                                       |

| Distribuição da População por Grupos Etários | Distribuição da População por Grupos Etários | Distribuição da População por Grupos Etários | Distribuição da População por Grupos Etários | Distribuição da População por Grupos Etários | Distribuição da População por Grupos Etários | Distribuição da População por Grupos Etários | Distribuição da População por Grupos Etários | Distribuição da População por Grupos Etários | Distribuição da População por Grupos Etários |
| -------------------------------------------- | -------------------------------------------- | -------------------------------------------- | -------------------------------------------- | -------------------------------------------- | -------------------------------------------- | -------------------------------------------- | -------------------------------------------- | -------------------------------------------- | -------------------------------------------- |
| Ano                                          | 0-14 Anos                                    | 15-24 Anos                                   | 25-64 Anos                                   | > 65 Anos                                    |                                              | 0-14 Anos                                    | 15-24 Anos                                   | 25-64 Anos                                   | > 65 Anos                                    |
| 2001                                         | 60                                           | 36                                           | 150                                          | 71                                           |                                              | 18,9%                                        | 11,4%                                        | 47,3%                                        | 22,4%                                        |
| 2011                                         | 34                                           | 23                                           | 125                                          | 77                                           |                                              | 13,1%                                        | 8,9%                                         | 48,3%                                        | 29,7%                                        |

Média do País no censo de 2001:  0/14 Anos-16,0%; 15/24 Anos-14,3%; 25/64 Anos-53,4%; 65 e mais Anos-16,4%
Média do País no censo de 2011:   0/14 Anos-14,9%; 15/24 Anos-10,9%; 25/64 Anos-55,2%; 65 e mais Anos-19,0%

## Património
- Solares (dois) da Família Faro
- Igreja Paroquial de São Paulo
- Santuário de Nossa Senhora das Neves
- Sepultura antropomórfica de São Domingos
- Cruzeiros, alminhas e fontes